# أليكس خان
أليكس خان (بالإنجليزية: Alex Kahn)‏ هو فنان أمريكي، ولد في 9 أبريل 1967.